# Walc

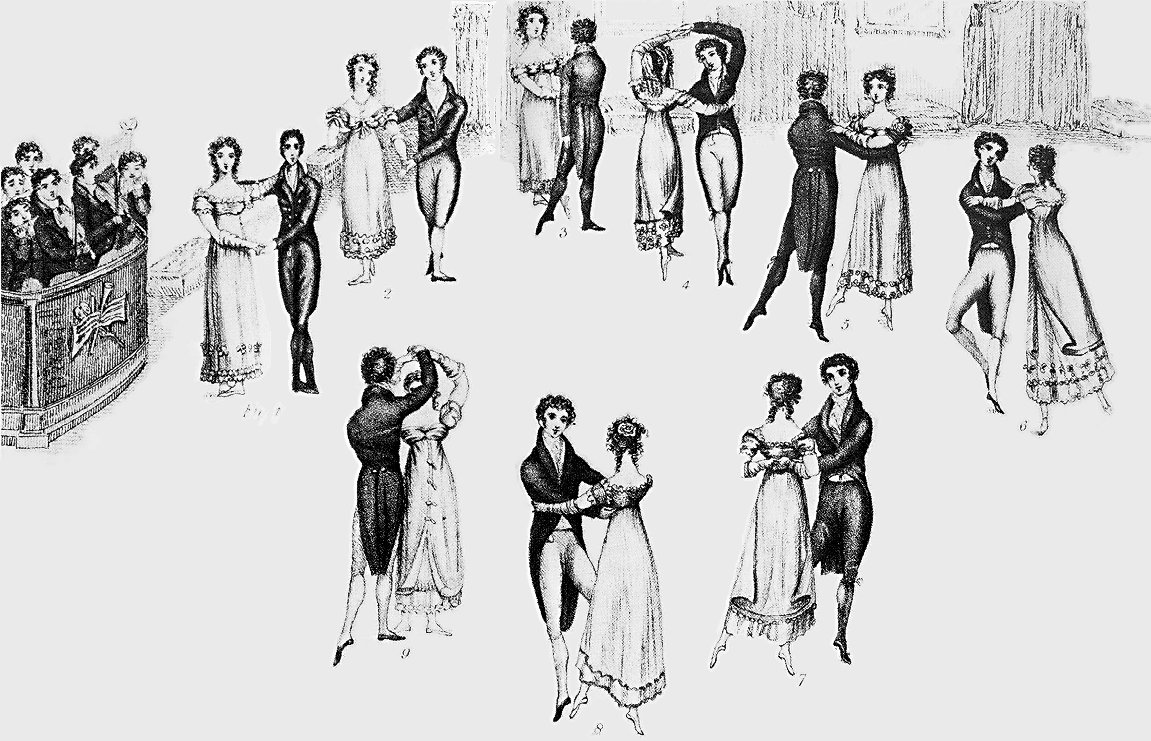
Rycina z 1816 roku, prezentująca 9 pozycji walca.

Walc – taniec wirowy pochodzenia niemieckiego o umiarkowanym tempie, w metrum 3/4 oraz budowie okresowej. Za prototyp walca uchodzą tzw. taniec niemiecki (niem. Deutscher Tanz, Deutsche) w takcie 3/8 oraz pokrewne lendler, Steirischer (zwany w Polsce sztajerkiem), Dreher czyli obracany oraz Roller czyli toczony.
Walc był początkowo tańcem podmiejskim, którego tańczono tylko w podrzędnych lokalach. Tempo tańca początkowo było wolne, wirowano na jak najmniejszej przestrzeni, czyli w miejscu i to uchodziło za dowód kunsztu tanecznego. Z przedmieść walc wkroczył do sal balowych i do salonów mieszczańskich, a nawet arystokracji, kiedy w 1786 po raz pierwszy odtańczono na scenie teatru wiedeńskiego walca w operze Una cosa rara Vicente Martína y Solera. Później walce komponowane były przez wielu kompozytorów romantycznych m.in. Walc Des-dur op. 64 nr 1 Chopina, Suita Śpiąca Królewna Czajkowskiego czy Capriccio-Valse E-dur Wieniawskiego.

## Rodzaje
- walc wiedeński – dość żywe tempo, ruch wirowy,
- walc angielski – tempo wolne, nastrojowa, romantyczna melodia,
- walc francuski (walc musette) – dość żywe tempo, często przy akompaniamencie akordeonu[1].
- Boston – tempo wolne, posuwiste ruchy, odmiana walca angielskiego.